# Lisa Frey
Lisa Frey (* 16. Februar 1995 in Aarau) ist eine ehemalige Schweizer Handballnationalspielerin, die zuletzt beim deutschen Verein HSG Blomberg-Lippe unter Vertrag stand.

## Karriere
Lisa Frey begann im Alter von acht Jahren beim Schweizer Verein TSV Frick, bei dem sie die gesamten Juniorinnenabteilungen von der U9 bis zur U15 Inter durchlief und im Jahre 2007 den Aargauer Cupsieg mit der FU15 Inter feierte.
2007 wechselte sie zum HV Olten, spielte drei Jahre in der höchsten Juniorinnenstufe der Schweiz und belegte hier 2010 den 1. Platz in der Torschützenliste dieser Liga. Während dieser Zeit spielte sie parallel zur Meisterschaft auch in der Regionalauswahl Aargau, wo sie im Jahr 2008 Schweizer Meister wurde.
Bereits 2009 durfte sie erste Trainings beim TV Zofingen in der höchsten Schweizer Spielklasse absolvieren und wechselte 2010 zum TV Zofingen ins Frauenteam. 2012 unterstützte sie zudem das Juniorinnenteam FU19 Inter, mit dem sie im Jahr 2012 unter dem Namen Aargau West den Schweizer Meistertitel errang und im Finalspiel 16 Tore beisteuerte.
2012 wechselte die Rückraumspielerin zu Spono Nottwil, mit dem sie 2013 zum ersten Mal Schweizer Cupsieger wurde und an den Swiss Handball Awards zur Newcomerin des Jahres gewählt wurde.
Die Saison 2015/16 beendete sie als Topscorer der Liga und als Schweizer Meister, wobei sie im letzten Finalspiel gegen den LC Brühl Handball mit 10 Toren massgeblich zum Titelgewinn beitrug.
2018 gewann Lisa Frey mit Spono das Double und wechselte im Sommer zum dänischen Zweitligisten Vendsyssel Håndbold. Nachdem Frey 2020 mit Vendsyssel Håndbold in die höchste dänische Spielklasse aufgestiegen war, wechselte sie zum deutschen Bundesligisten Frisch Auf Göppingen. Mit Göppingen trat sie 2021 den Gang in die Zweitklassigkeit an. Ein Jahr später schloss sie sich dem deutschen Bundesligisten HSG Blomberg-Lippe an. Im April 2025 gab sie ihren Rücktritt zum Saisonende 2024/25 bekannt.
Auch in der Nationalmannschaft durchlief sie alle Stationen von U16- bis U20-Juniorinnen, gehört seit 2012 dem Kader der Schweizer Nationalmannschaft an und erzielte seither 142 Treffer in 93 Spielen. Mit der Schweiz nahm sie an der Europameisterschaft 2022 teil. Im Turnierverlauf blieb sie ohne Torerfolg. Sie stand auch im Kader für die Europameisterschaft 2024. Die Schweiz erreichte die Hauptrunde und beendete das Turnier auf dem 12. Platz. Frey kam in allen 7 Spielen zum Einsatz und erzielte 5 Tore.

## Sonstiges
Mit Lisa Frey (Rückraumspielerin) standen neben ihren älteren Schwestern Noëlle (Kreisläuferin) und Rahel (Torhüterin) im März 2013 gleich alle drei Geschwister im Aufgebot der Schweizer Nationalmannschaft.

## Erfolge
- Schweizer Meister Spono Eagles Saison 15/16 und Saison 17/18
- Topscorer SPAR Premium League Saison 15/16
- Cupsieger Spono Eagles Saison 12/13[19] und Saison 17/18[20]
- Newcomerin des Jahres Saison 12/13[6]
- Schweizer Meister SG Aargau West FU19 Inter Saison 11/12[4]
- 1. Platz Torschützenliste FU19 Inter Saison 09/10[3]
- Schweizer Meister Regionalauswahl Aargau+ Saison 07/08
- Aargauer Cupsieger Juniorinnen FU15 TSV Frick Saison 06/07